# Почайна (станция метро)
«Поча́йна» (укр. Поча́йна,  (слушать)о файле) — 20-я станция Киевского метрополитена. Расположена в Оболонском районе и на Оболонско-Теремковской линии, между станциями «Тараса Шевченко» и «Оболонь». Открыта 19 декабря 1980 года.
Первоначально получила название «Петро́вка» от железнодорожной станции поблизости, которая, в свою очередь, получила его от названия Подола в 1920—30-х годах. Пассажиропоток — 53,3 тыс. чел./сутки. 8 февраля 2018 года в ходе декоммунизации переименована в «Почайну», в честь соседней древней речки Почайна.

## Конструкция
Станция мелкого заложения. Имеет подземный зал с островной посадочной платформой. Своды зала опираются на два ряда колонн. Зал станции соединен лестницами с двумя подземными кассовыми залами. Выход из северного кассового зала выполнен в подземный переход, выходящий в стеклянные павильоны на обе стороны Оболонского проспекта, южный вестибюль — в павильон на Вербовой улице около железнодорожной станции Почайна и рынка «Петровка».

## Оформление
Для придания станции особого архитектурного звучания выбран путь выявления эстетической ценности долговечных отделочных материалов и их органического единства, что необходимо для современного решения пространства метровокзала. От станции «Оболонь» отличается подвесным потолком из перфорированного алюминия со встроенными в него светильниками. Два подземных кассовых зала станции отделаны двухцветными мраморными плитами, колонны — штампованными элементами из нержавеющей стали; завершают композицию художественные панно на тему «Техника и природа».

## Переименование
8 февраля 2018 года на пленарном заседании депутатами Киевсовета было принято решение о переименовании станции в «Почайну». Решение вступило в силу после официального опубликования в газете «Хрещатик» 23 февраля, однако фактически станцию переименовали в апреле. Соавтор инициативы по переименованию — основательница Общественного движения «Почайна» Аннабелла Морина.

## Изображения

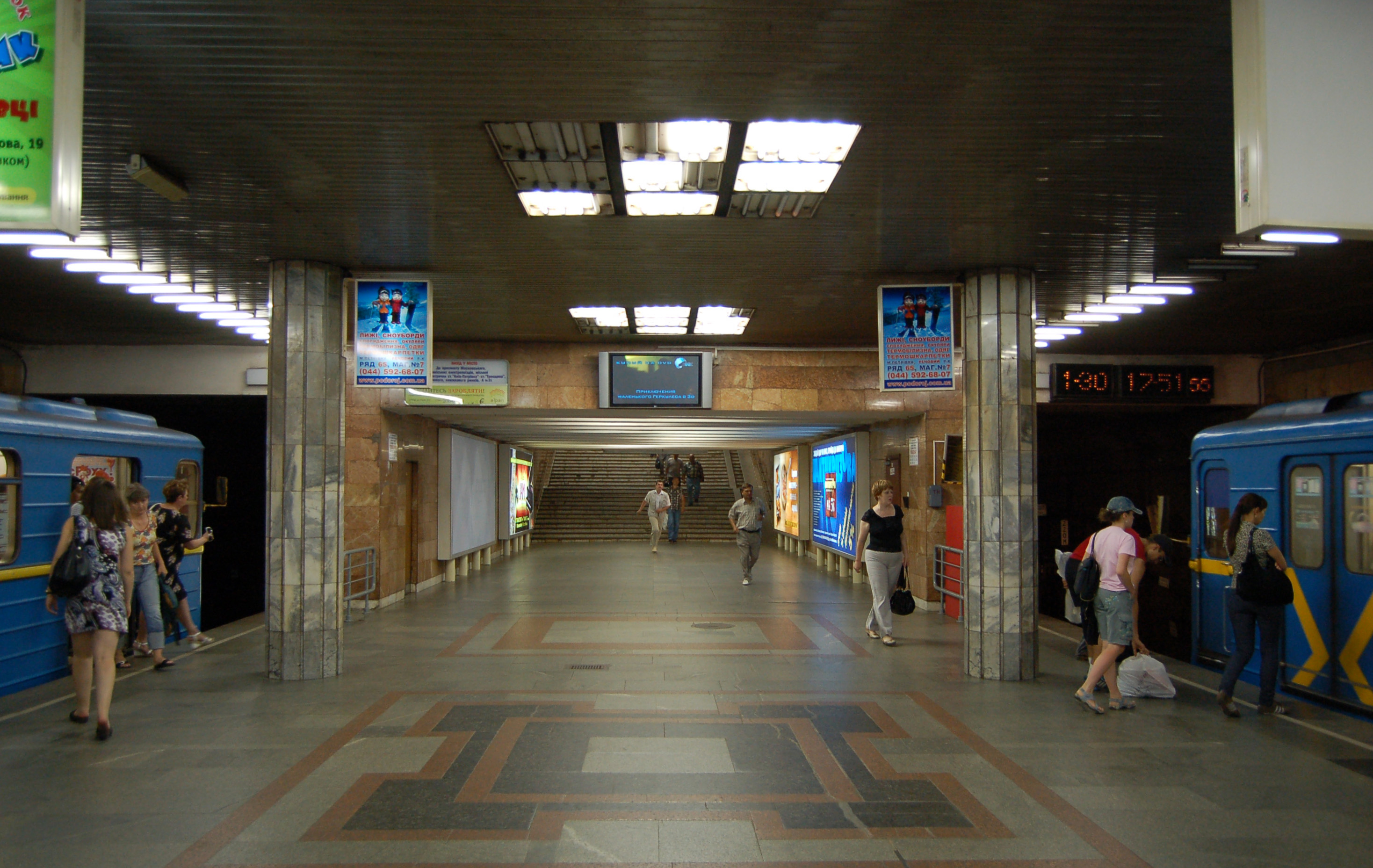
Центральный зал, вид в южную сторону
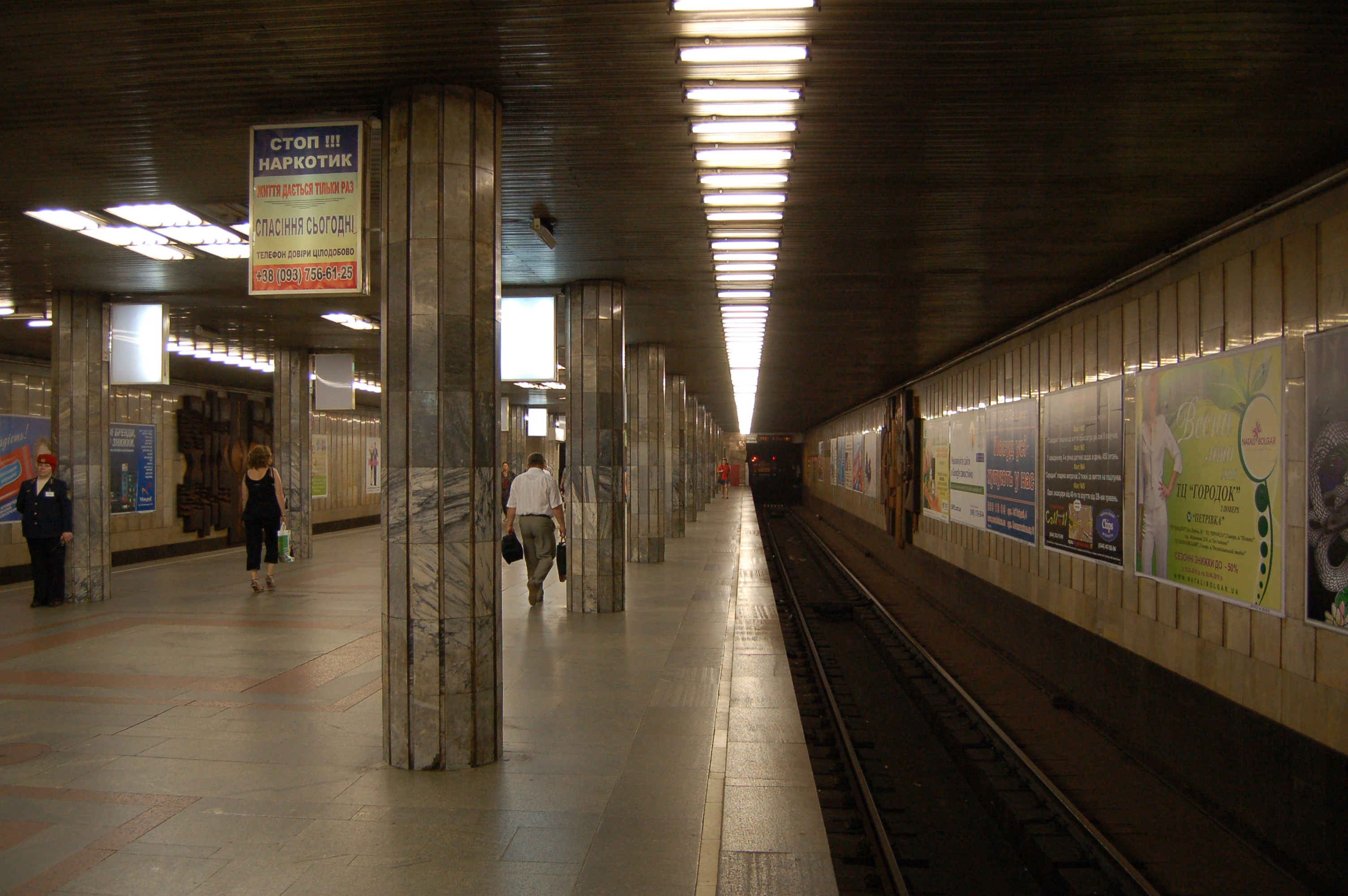
Посадочная платформа
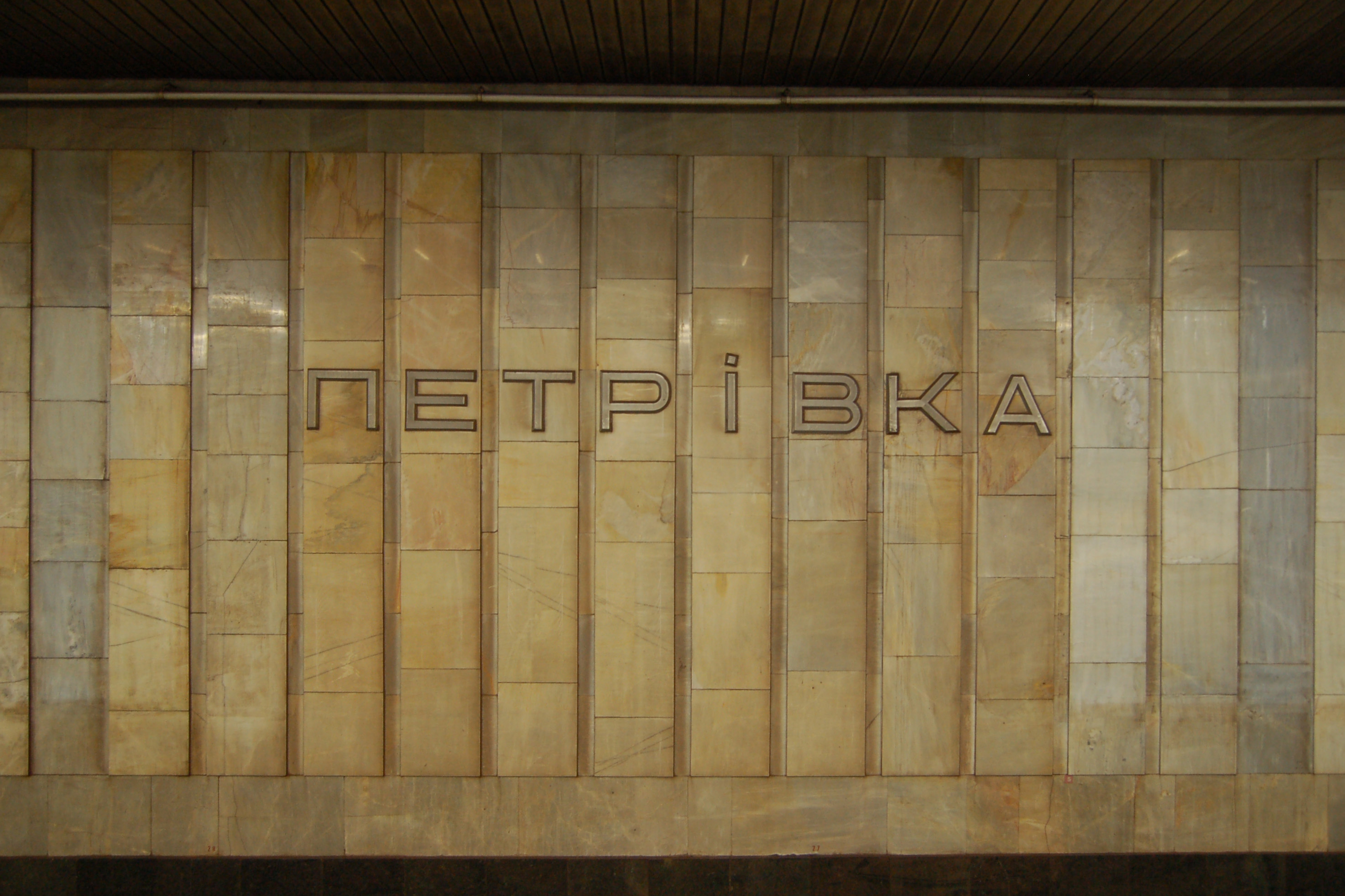
Старое название станции на путевой стене
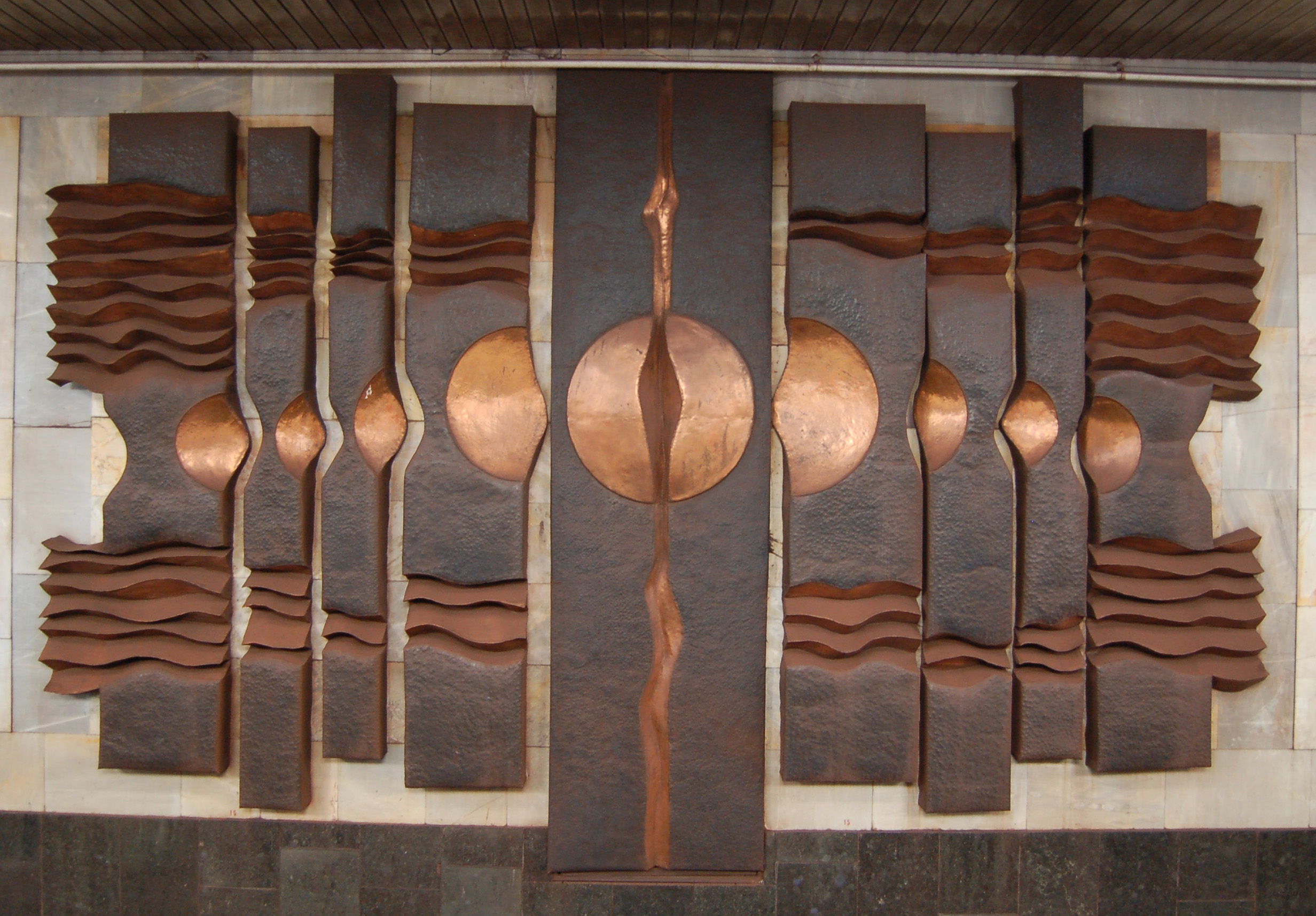
Чеканка на путевой стене платформы в сторону станции «Оболонь»
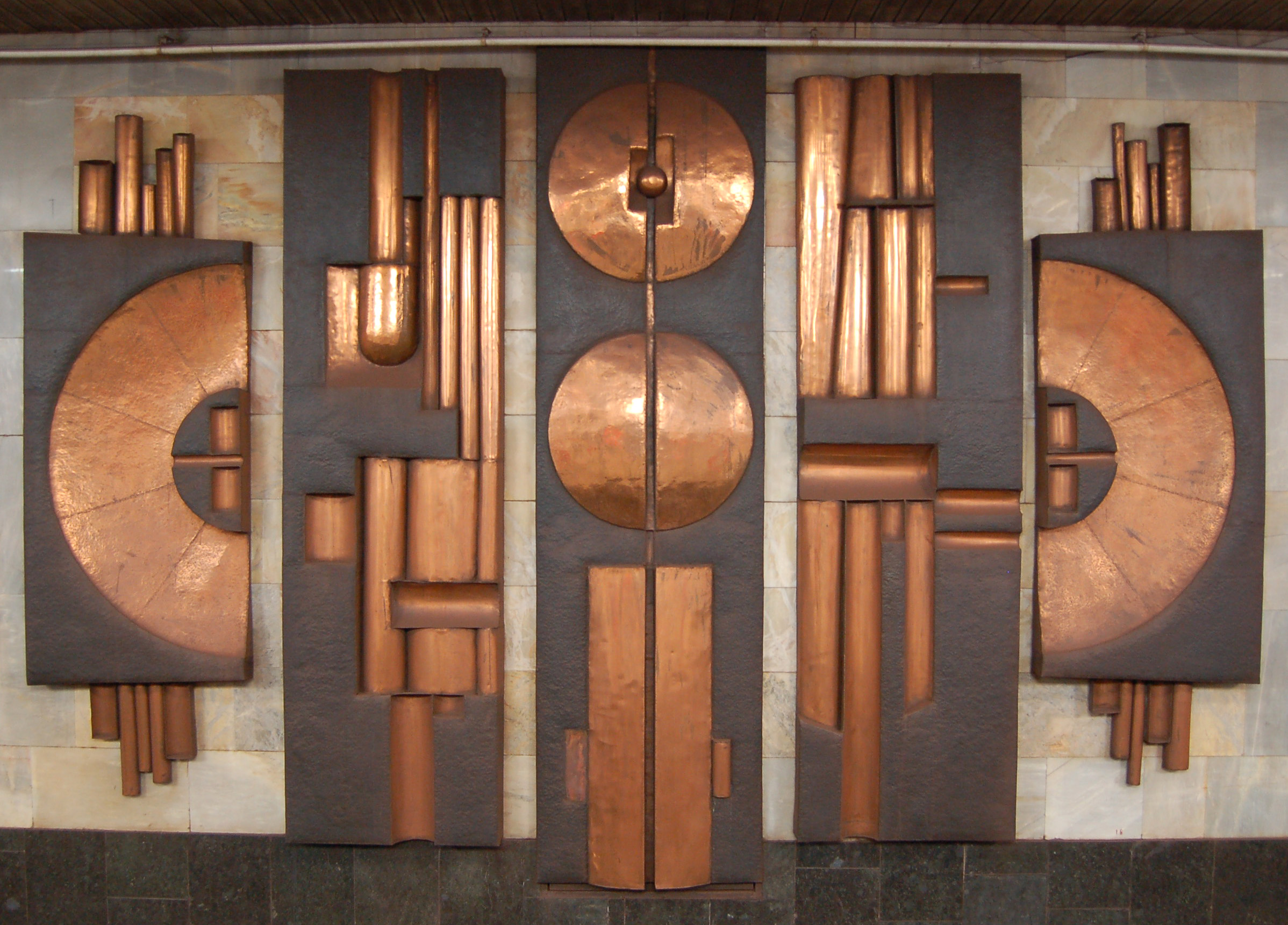
Чеканка на путевой стене платформы в сторону станции «Тараса Шевченко»
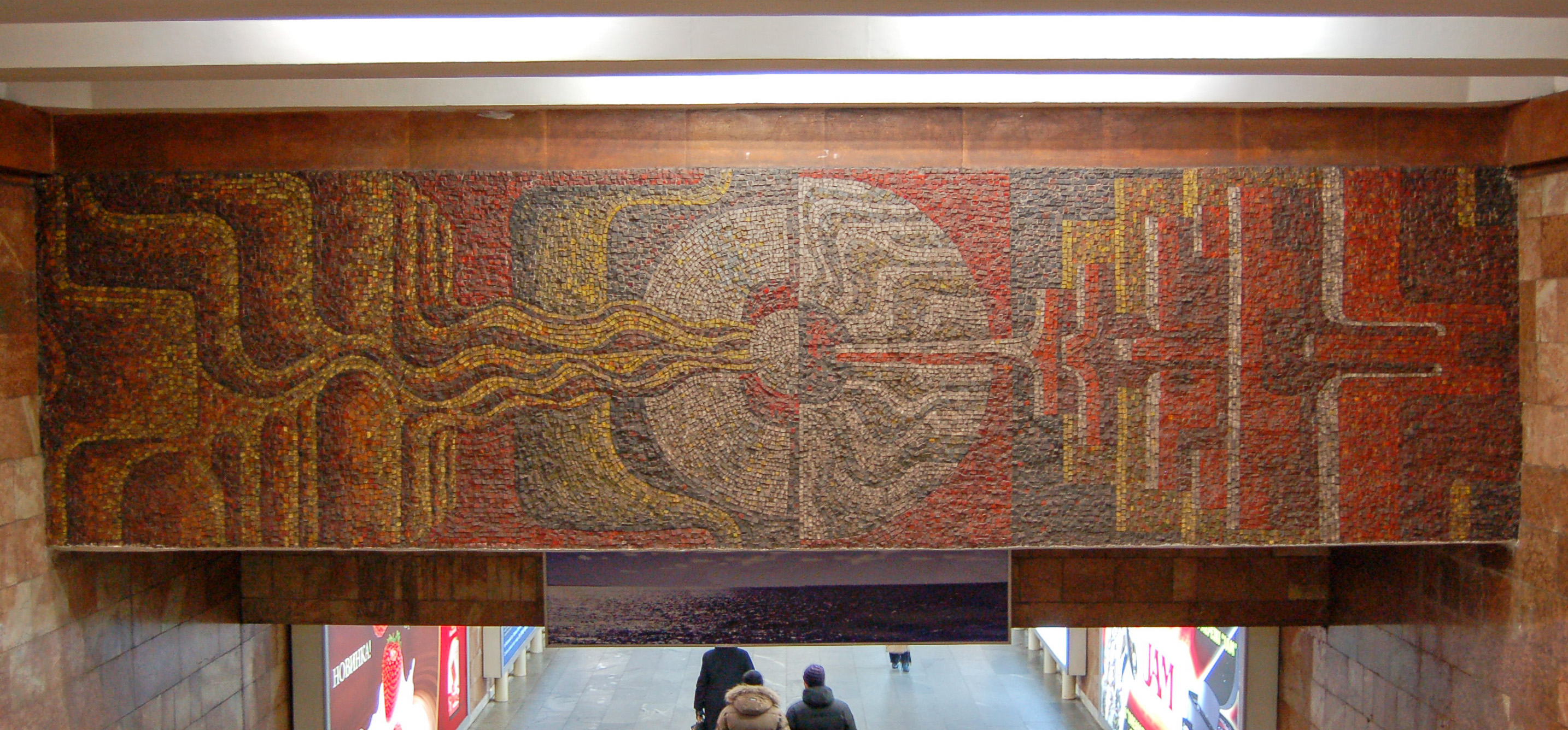
Панно «Техника и природа». Мозаика над лестницей на платформу, южный выход
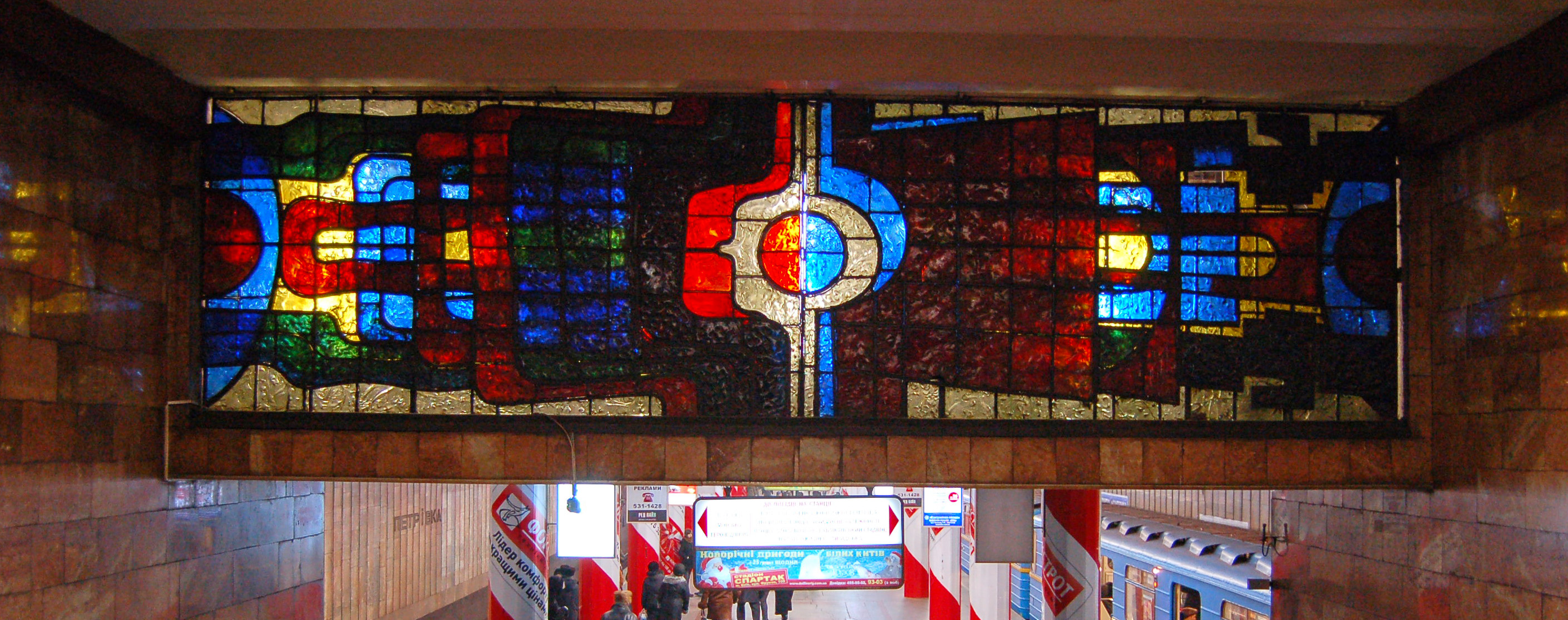
Панно «Техника и природа». Витраж над лестницей на платформу, северный выход
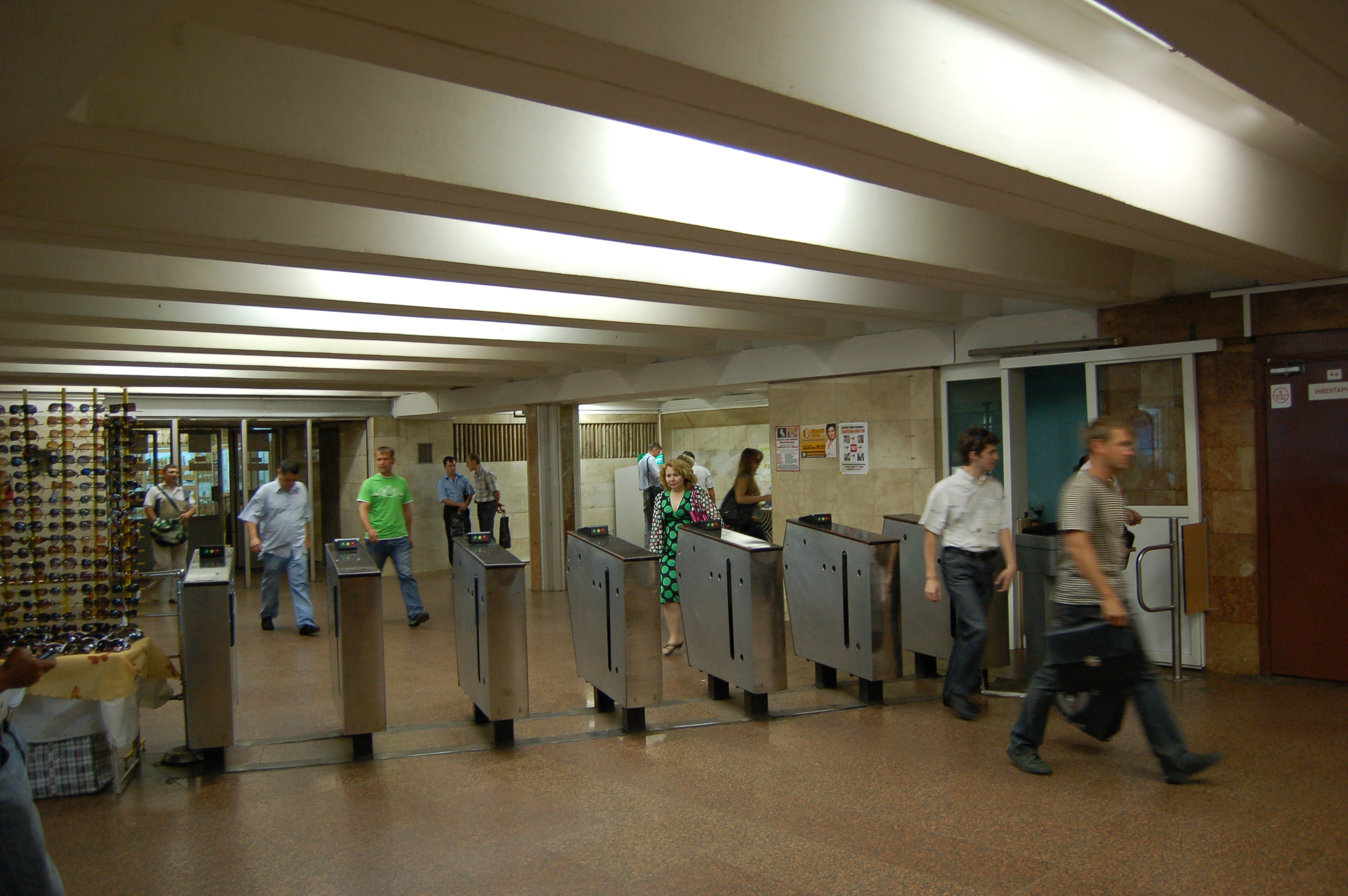
Подземный вестибюль — кассовый зал
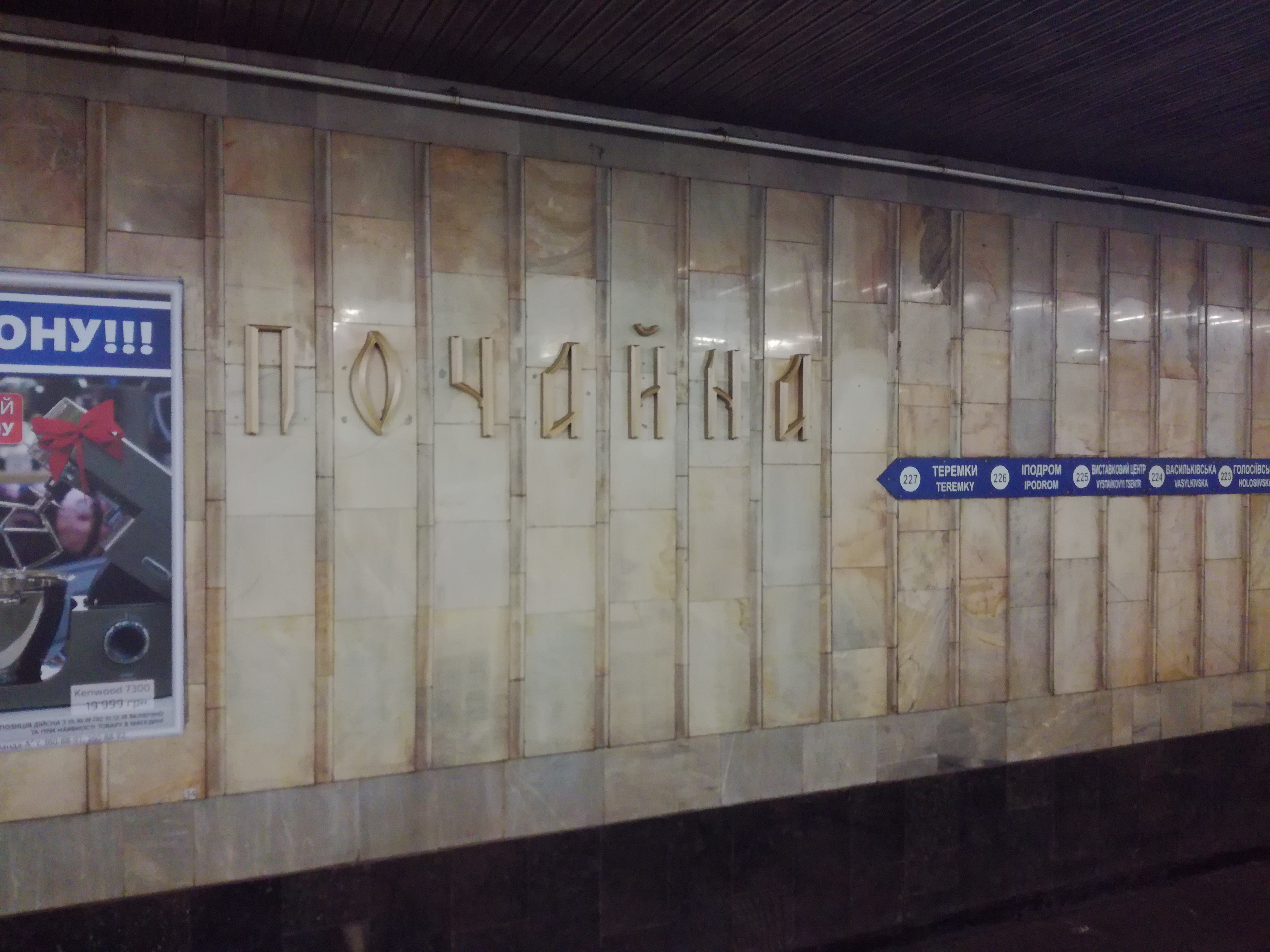
Новое название станции на путевой стене

## Режим работы
Открытие — 5:35, закрытие — 0:09
Отправление первого поезда в направлении:

ст. «Героев Днепра» — 5:57

ст. «Теремки» — 5:39
Отправление последнего поезда в направлении:

ст. «Героев Днепра» — 0:42

ст. «Теремки» — 0:11